# Budweiser Grand Prix of Cleveland 1995
Budweiser Grand Prix of Cleveland 1995 var ett race som var den tolfte deltävlingen i PPG IndyCar World Series 1995. Racet kördes den 23 juli på Burke Lakefront Airport i Cleveland, Ohio. Jacques Villeneuve stärkte sin mästerskapsledning ytterligare med sin fjärde seger för säsongen. Bryan Herta och Jimmy Vasser såg till att Chip Ganassi Racing fick tåv förare på prispallen samtidigt för första gången.'

## Slutresultat
| Plats | Förare               | Team                     | Grid | Kvaltid  |
| ----- | -------------------- | ------------------------ | ---- | -------- |
| 1     | Jacques Villeneuve   | Team Green               | 2    | 57,826   |
| 2     | Bryan Herta          | Chip Ganassi Racing      | 3    | 57,854   |
| 3     | Jimmy Vasser         | Chip Ganassi Racing      | 15   | 58,624   |
| 4     | Bobby Rahal          | Rahal-Hogan Racing       | 11   | 58,315   |
| 5     | Danny Sullivan       | PacWest Racing           | 14   | 58,553   |
| 6     | Robby Gordon         | Walker Racing            | 8    | 58,088   |
| 7     | Michael Andretti     | Newman/Haas Racing       | 10   | 58,229   |
| 8     | Stefan Johansson     | Bettenhausen Motorsports | 20   | 59,165   |
| 9     | Alessandro Zampedri  | Payton/Coyne Racing      | 24   | 59,720   |
| 10    | Eliseo Salazar       | Dick Simon Racing        | 27   | 1.00,810 |
| 11    | Parker Johnstone     | Comptech Racing          | 19   | 59,103   |
| 12    | Adrián Fernández     | Galles Racing            | 18   | 58,890   |
| 13    | Hiro Matsushita      | Arciero-Wells Racing     | 23   | 59,701   |
| 14    | Marco Greco          | Galles Racing            | 26   | 1.00,867 |
| 15    | Gil de Ferran        | Jim Hall Racing          | 1    | 57,815   |
| 16    | Scott Pruett         | Patrick Racing           | 7    | 58,080   |
| 17    | Carlos Guerrero      | Dick Simon Racing        | 25   | 1.00,346 |
| 18    | Al Unser Jr.         | Marlboro Team Penske     | 13   | 58,541   |
| 19    | Teo Fabi             | Forsythe Racing          | 4    | 58,011   |
| 20    | Raul Boesel          | Rahal-Hogan Racing       | 9    | 58,221   |
| 21    | Eric Bachelart       | Payton/Coyne Racing      | 22   | 59,645   |
| 22    | Eddie Cheever        | A.J. Foyt Enterprises    | 21   | 59,294   |
| 23    | Maurício Gugelmin    | PacWest Racing           | 12   | 58,318   |
| 24    | Christian Fittipaldi | Walker Racing            | 16   | 58,673   |
| 25    | Emerson Fittipaldi   | Marlboro Team Penske     | 17   | 58,856   |
| 26    | Paul Tracy           | Newman/Haas Racing       | 6    | 58,048   |
| 27    | André Ribeiro        | Tasman Motorsports       | 5    | 58,018   |